# Seznam českých velvyslanců ve Francii
Seznam českých velvyslanců ve Francii obsahuje vedoucí diplomatické mise České republiky ve Francii. Již v závěru první světové války uznal 29. června 1918 francouzský prezident Raymond Poincaré Československou národní radu jako základ budoucí československé vlády. Nejednalo se však o diplomatické uznání. V říjnu 1918 se stal prvním českým chargé d’affaires v Paříži Lev Sychrava. V roli generálního tajemníka československé delegace na pařížské mírové konferenci působil Štefan Osuský, jenž se po jejím konci stal v roce 1921 prvním československým velvyslancem. Česká republika pak v lednu 1993 navázala s Francií na předchozí diplomatické styky československého státního útvaru.

## Seznam velvyslanců
- 1993–1994, PhDr. Jaroslav Šedivý, velvyslanec (od 1990 do prosince 1992 v rámci Československa)
- 1995–1999, MUDr. Petr Lom, velvyslanec
- 1999–2003, Petr Janyška, velvyslanec
- 2003–2010, Pavel Fischer, velvyslanec
- 2010–2016,  JUDr. Marie Chatardová, velvyslankyně
- 2017–2019, Petr Drulák, velvyslanec
- 2020–2024, Michel Fleischmann, velvyslanec
- od 2024, Jaroslav Kurfürst, velvyslanec